# Andrzej Brzozowski (reżyser)
Andrzej Brzozowski (ur. 20 lutego 1932 w Łodzi, zm. 26 lipca 2005 w Warszawie) – polski reżyser filmowy, dokumentalista.

## Życiorys
W 1955 roku ukończył studia na Wydziale Reżyserii Państwowej Wyższej Szkoły Filmowej w Łodzi. Jako reżyser zadebiutował krótkometrażowym filmem fabularnym, Przy torze kolejowym (1963) na podstawie opowiadania z książki Medaliony Zofii Nałkowskiej. Przy torze kolejowym został jednak zatrzymany przez cenzurę komunistyczną za ukazywanie Polaków jako biernych obserwatorów Zagłady Żydów podczas II wojny światowej i aż do upadku komunizmu w Polsce nie był nigdy wyświetlany. Brzozowski do tematyki wojennej wracał wielokrotnie (m.in. w dokumencie Archeologia, 1968), lecz jego najczęściej nagradzanym dziełem (m.in. na Międzynarodowym Festiwalu Filmów Krótkometrażowych w Oberhausen) był dokument To jest jajko (1965) o poznawaniu zmysłów świata przez niewidome dzieci. Do innych utworów reżysera należą Ogień (1971), A jak poszedł król na wojnę (1971), Pobocza (1976), Trakt królewski (1977). Od 1972 roku aż do swej śmierci wykładał reżyserię w PWSFTviT.